# بوبي وود (لاعب كرة قدم أمريكية)
بوبي وود (بالإنجليزية: Bobby Wood)‏ هو لاعب كرة قدم أمريكية أمريكي، ولد في 14 يناير 1916 في ماكومب في الولايات المتحدة، وتوفي في 22 أكتوبر 1973.